# 大箬站
大箬站位于福建省福州市闽清县东桥镇安仁溪村，原名安仁溪站，建于1959年。距来舟站124公里，距福州站70公里。现为五等站。客运办理旅客乘降、行李包裹托运；货运仅办理整车路用货物发到，不办理石灰到达。站房面积134平方米。